# CIL II 1
CIL II 1 (= ILS 534 = ILER 1186) è un'epigrafe in lingua latina raccolta nel secondo volume del Corpus Inscriptionum Latinarum. Corrisponde all'iscrizione n. 534 del corpus Inscriptiones Latinae Selectae e all'iscrizione n. 1186 del corpus Inscripciones Latinas de la España Romana. È stata ritrovata a Sagunto nella provincia di Valencia, in Spagna.